# Neophyte
Neophyte — голландская хардкор-группа, образованная в 1992 году в Роттердаме, Нидерланды. Тремя первоначальными участниками являются Йерун Стреундинг (DJ Neophyte, автор релизов в стиле hardstyle), Дэнни Гретен и Робин хан Рун.

## История
Йерун Стреундинг был диджеем и организовывал небольшие вечеринки примерно в 1990—1991 году, прежде чем познакомился с Дэнни Гретеном на местной вечеринке, когда они решили поработать над несколькими треками вместе. Через некоторое время к ним присоединился и Робин ван Рун. И Гретен, и ван Рун были лучшими друзьями и одноклассниками младшей сестры Йерунса. Спродюсировав несколько треков на старом компьютере Amiga с помощью Protracker, все трое отправились навестить диджея Пола Элстака, который только что основал свой лейбл Rotterdam Records, с которым они надеялись заключить контракт. Однако Элстак счёл их треки «чистым шумом». Спустя несколько месяцев и несколько проб Элстаку внезапно понравились их треки, и он решил выпустить их на своем лейбле. Шли годы, у Гретен, Стреундинга и ван Руна появилось больше релизов, и они начали выступать на вечеринках. В 1995 году Робин ван Рун покинул группу из-за учёбы, и Ярно Баттер, гитарист и хороший друг Дэнни, присоединился к ним для участия в концертах.
В 2005 году Neophyte выпустили альбом-компиляцию, посвященный их 13-летию.

## Дискография

### Альбомы и EP’ы
- The Three Amiga E.P. (Rotterdam Records, 1993)
- Protracker E.P. (Rotterdam Records, 1993)
- Noise Is The Message (Rotterdam Records, 1994)
- Execute (Rotterdam Records, 1996)
- Get This Motherfucker (Rotterdam Records, 1996)
- Real Hardcore (Rotterdam Records, 1997)
- Not Enough Middle Fingers (Neophyte Records, 2000)
- At War (Neophyte Records, 2001)
- Ten Years of Terror (Traxtorm Records, 2001)
- 13 Jaar Terreur (De Megamix) (Neophyte Records, 2005) Highest placement in the Dutch Album top 100: No. 29
- Bonkers 15 — Legends Of The Core Mix with Scott Brown (Resist Records), 2005
- Rechtoe, Rechtaan (Neophyte Records, (2006) Highest placement in the Dutch Album top 100: No. 69
- InvasionInvasion (Neophyte Records, 2007)
- Mainiak: Chapter 1 (Neophyte Records, 2011)
- Mainiak: Chapter 2 (Neophyte Records, 2013)

### Синглы
- «Mikey» (1993)
- «Mellow Moenie Mauwe» (1994) как Bodylotion
- «Make You Dance» (1994) как Bodylotion
- «Fuck Martina» (1994) как Bodylotion
- «Ik wil hakke!» (1994) как Bodylotion
- «Happy is voor Hobos» (1995) как Bodylotion
- «Get This Motherfucker» (1995) с The Stunned Guys
- «Execute» (1995)
- «Hardcore To Da Bone» (1996) как Masters of Ceremony
- «Always Hardcore» (1996) как Bodylotion
- «Braincracking» (1996)
- «Army of Hardcore» (1996) с The Stunned Guys
- «Hardcore To Da Bone — The Remixes» (1997) как Masters of Ceremony
- «Alles kapot» (2004) с Evil Activities
- «Skullfuck» (2004) как Masters of Ceremony
- «Je moet je muil houwen» (2005) с MC Ruffian
- «Back in My Brain Again» (2007)
- «Trasher» (2011) с Tha Playah
- «TD is You» (The Official Thunderdome Anthem) (2012) с Promo и Minckz
- «Coming At You Strong» (2013) с Tieum и Rob Gee
- «Fight With Anger» (2015) с Angerfist

### DVD
- 13 Jaar Terreur (2004)
- One Year on a Daft Planet — Neophyte World Tour (2007)